# 하마마쓰 국제 피아노 콩쿠르
하마마쓰 국제 피아노 콩쿠르(영어: The Hamamatsu International Piano Competition, HIPC, 하입크, 일본어: 浜松国際ピアノコンクール)는 시즈오카현 하마마쓰시에 1991년부터 3년에 한번씩 열리는 국제 피아노 대회이다.

## 우승자
- 2009년 — 조성진(역대 최연소 1위,당시 나이 15세)
- 2006년 — 알렉세이 고르라츠
- 2003년 — 라팔 블레하츠, 알렉산더 코브린
- 2000년 — 알렉산더 가브리류크
- 1997년 — 아레시오 박스
- 1994년 — 빅토르 리아도프
- 1991년 — 세르게이 바바얀